# Non so chi ha creato il mondo ma so che era innamorato
| Recensione | Giudizio |
| ---------- | -------- |
| Newsic.it  | 6,75/10  |

Non so chi ha creato il mondo ma so che era innamorato è il terzo album in studio del cantautore italiano Alfa, pubblicato il 16 febbraio 2024 con doppia etichetta Artist First e Wanderlust Society.

## Antefatti e descrizione
Dopo l'uscita dei singoli Le cose in comune e Bellissimissima, il cantautore aveva cominciato ad accennare ad un nuovo album con tema centrale, l'amore. Il 29 settembre 2023, Sofia </3, il primo singolo del disco è stato pubblicato, dopo che il cantautore lo aveva suonato in varie tappe del suo tour estivo.
Il 20 dicembre 2023 è stata annunciata la sua partecipazione al Festival di Sanremo 2024, con il singolo Vai!, con il quale si è posizionato al decimo posto della classifica finale della manifestazione.
Il disco è stato annunciato il 16 gennaio 2024, composto da dieci brani, completamente folk pop e country pop, non presenta featuring, solo l'intro Non so chi ha creato il mondo presenta la voce di Roberto Vecchioni.

## Tracce
1. Non so chi ha creato il mondo – 0:36 (testo: Antonio Di Santo, Luca Narducci, Roberto Vecchioni – musica: Antonio Di Santo)
2. Ma so che era innamorato – 2:54 (testo: Andrea De Filippi, Antonio Di Santo, Luca Narducci – musica: Antonio Di Santo)
3. Nei tuoi occhi cosa c'è – 2:26 (testo: Andrea De Filippi, Antonio Di Santo, Joe Viegas, Julien Boverod, Luca Narducci, Roy Paci – musica: Antonio Di Santo, JVLI, Narduccey)
4. Vai! – 2:37 (testo: Andrea De Filippi, Ian Brendon Scott, Mark Andress Jackson – musica: Ian Brendon Scott, Mark Andress Jackson, Andrea "DB" Debernardi)
5. Vabbè ciao (con la partecipazione di Francesca Biella[11]) – 2:40 (testo: Andrea De Filippi, Antonio Di Santo, Claudio Bruno, Itto, Pietro Celona – musica: Antonio Di Santo, Pietro Celona)
6. Frida (Interlude) – 1:33 (testo: Andrea De Filippi, Antonio Di Santo, Luca Narducci, Roy Paci – musica: Antonio Di Santo, Narduccey)
7. Il mio colore preferito – 3:08 (testo: Andrea De Filippi, Claudio Bruno, Fabio Pizzoli, Itto, Marco Lanciotti, Raffaele Trapasso, Stefano Gentilini – musica: Pietro Celona)
8. Sofia </3 – 2:55 (testo: Andrea De Filippi, Claudio Bruno – musica: Antonio Di Santo, False)
9. Ma tu come stai – 3:00 (testo: Andrea De Filippi, Antonio Di Santo, Benjamin Ventura, Luca Narducci – musica: Antonio Di Santo, Narduccey)
10. Metti a posto: – 1:53 (Andrea De Filippi, Antonio Di Santo, Luca Narducci)

Traccia bonus nella riedizione digitale
1. Il filo rosso – 3:07 (testo: Andrea De Filippi, Tommaso Cassissa, Emanuele Dabbono, Raffaele Trapasso, Pietro Posani, Pietro Celona – musica: Antonio Di Santo, Pietro Celona)

Tracce bonus dell'edizione deluxe
1. Tante mila volte – 3:18 (Andrea De Filippi, Iacopo Falsetti, Pietro Celona, Pietro Posani)
2. A me mi piace (feat. Manu Chao) – 2:20 (Andrea De Filippi, José Manuel Arturo Tomás Chao Ortega)
3. Come il sole – 2:14 (Andrea De Filippi, Antonio Di Sando, Federico Urgesi, Pietro Celona, Pietro Posani)
4. Anna – 3:01 (testo: Andrea De Filippi, Filippo Maria Fanti, Iacopo Falsetti, Julien Boverod, Pietro Celona, Pietro Posani – musica: Andrea De Filippi, Filippo Maria Fanti, Iacopo Falsetti, Julien Boverod, Marco Lanciotti, Pietro Celona, Pietro Posani, Stefano Gentilini)
5. Dormono tutti – 1:13 (Andrea De Filippi, Pietro Celona, Pietro Posani, Stefano Gentilini)
6. Il filo rosso – 3:07

## Classifiche

### Classifiche settimanali
| Classifica (2025) | Posizione massima |
| ----------------- | ----------------- |
| Italia            | 1                 |

### Classifiche di fine anno
| Classifica (2024) | Posizione |
| ----------------- | --------- |
| Italia            | 30        |